# Gobemouche de Buru
Ficedula buruensis
Espèce
Statut de conservation UICN

 LC  : Préoccupation mineure
Le Gobemouche de Buru (Ficedula buruensis) est une espèce de passereaux de la famille des Muscicapidae.

## Répartition
L'espèce est présente à Buru mais aussi sur les îles voisines de Céram et Kai Besar.

## Habitat
Il habite les montagnes humides tropicales et subtropicales.